# Shiyan Wudangshan Airport
Shiyan Wudangshan Airport är en flygplats i Kina. Den ligger i häradet Maojian Qu, prefekturen Shiyan Shi och provinsen Hubei, i den centrala delen av landet, omkring 390 kilometer nordväst om provinshuvudstaden Wuhan.
Runt Shiyan Wudangshan Airport är det ganska tätbefolkat, med 160 invånare per kvadratkilometer. Närmaste större samhälle är Shiyan, 13,6 km nordväst om Shiyan Wudangshan Airport. I omgivningarna runt Shiyan Wudangshan Airport växer i huvudsak blandskog.
Genomsnittlig årsnederbörd är 964 millimeter. Den regnigaste månaden är augusti, med i genomsnitt 166 mm nederbörd, och den torraste är december, med 8 mm nederbörd.